# Henrique Esteves
Henrique Esteves, faleceu em Molelos a 2 ou 3 de Setembro de 1523. Foi senhor das honras de Molelos, Nandufe, Botulho, Mata, Real e Castanheira por casamento. Administrador da Capela de Santa Justa, em Coimbra, Cavaleiro Fidalgo da Casa Real, Fidalgo de Carta de Armas, e do Conselho de D. Afonso V, que lhe fez mercê de uma tença anual de 10.000 reais brancos, a serem pagos a partir de Janeiro de 1476 (Chancelaria de D. Afonso V, Liv 7, fl 104).
Nas palavras de Felgueiras Gayo: "porque deixando os serviços que lhe fez neste reino, e em África, o serviu mais de um ano na guerra de Castela quando foi da Excelente Srª com mais de 50 homens à sua custa de pé e 22 de cavalo aos quais chamou o dito rei serviços de eterna memória por ser um grande gasto que fez na dita guerra, e lhe mandou o rei pagar estando na batalha do Toro um cento de libras da moeda antiga que ainda se lhe devia do casamento de seu avô Leonardo Esteves em a cidade de Samora".
Instituiu a Capela do Espírito Santo no Convento de Orgens em Viseu, ao qual doou um cálice dourado e galhetas de prata, e onde foi sepultado. Em 11 de Abril de 1506, doou ao convento de Jesus de Aveiro, onde sua filha Joana Henriques professou, umas casas na Rua Direita (em Aveiro?), as quais "herão sobradadas, com seu exido e posso e limoeyro e larangeiras, que partião com chão do dito convento", com condição de não as poderem vender. No Séc. XVIII estavam estas casas aforadas a João António Rangel. Instituiu a capela e morgado de Molelos em nome de seu filho segundo, Henrique da Veiga, por testamento de mão comum com a sua mulher, feito em Molelos a 16-05-1520. Neste testamento, o casal instituiu também o morgado de Nandufe, no seu filho primogénito, Fernão Nunes.
Casou com Filipa Nunes, falecida a 09-02-1531, irmã de Lopo Fernandes de Azevedo. Esta fez um codicilo ao testamento de mão comum com seu marido, em Molelos, a 7 de Fevereiro de 1525, em que, além do mais, manda que a sepultem na capela-mor da igreja de Molelos, à qual deixa também uma cruz de três marcos de prata e que se mande dizer um trintário em São João de Nandufe. Deixa a sua terça disponível a seu filho Henrique da Veiga com a "condição que lhe mande alevantar, à Igreja de São Pedro (de Molelos), todo um covado, e por dentro a mandará rebocar de cal, e que mande ladrilhar a dita capela de tijolo vermelho da terra, e mais, que lhe mandem dizer em toda a sua vida dele, dito Henrique da Veiga, uma missa em cada dia dos finados com um responso sob sua sepultura". Era filha de Fernão Nunes Cardoso, Fidalgo da Casa Real, senhor da Torre do Quintal, onde viveu, e das honras do Telhado, de Real, Molelos, Botulho, Nandufe, Castanheira, Sta. Ovaia, Casais de Vila Verde, etc. e de sua 2ª mulher Leonor de Azevedo. Tiveram 7 filhos.